# Gaëlle Mys
Gaëlle Mys (Drongen, 16 de novembro de 1991), é uma ginasta belga que compete em provas de ginástica artística.
Gaëlle foi a única representante de seu país nos Jogos Olímpicos de Pequim, em 2008, na China.

## Carreira
Em 2006, no início de sua carreira internacional, aos quinze anos, a ginasta participou do Campeonato Europeu Júnior, realizado na cidade de Vólos, na Grécia. Na ocasião, classificou-se para cinco finais: por equipes, terminou na nona colocação; no individual geral, para a qual classificou-se em sétimo, melhorou em suas rotinas e terminou na sexta colocação; nas disputas por aparelhos - salto, solo e trave -, foi a sétima, a terceira (medalhista de bronze) e a sexta colocada, respectivamente..
Em maio do ano seguinte, agora na categoria sênior, Gaëlle participou da etapa de Genth da Copa do Mundo, na qual, classificada par a final do solo, terminou na sexta colocação, dentre as oito competidoras.. No evento seguinte, o Campeonato Europeu de Amsterdã, foi décima sexta no evento geral individual.
Em 2008, na etapa em Doha da Copa do Mundo, a ginasta classificou-se para a final da trave e do solo, terminando na sétima colocação em ambos os eventos. No Campeonato Europeu de Clermont-Ferrand, fora décima oitava no concurso geral. Nos Jogos Olímpicos de Pequim, sua primeira aparição olímpica, Gaëlle não conseguiu qualificar-se por nota para nenhuma final individual, sendo apenas 31ª colocada no evento geral. Como a regra só permite a participação de duas ginastas país, a belga avançou para a vigésima quarta colocação, apta assim para participar da final individual geral. Sem boas performances de suas séries, terminou na mesma posição da classificação, a 24ª entre as competidoras.

## Principais resultados
| Ano  | Evento                    | AA              | Equipe | Salto sobre o cavalo | Trave | Barras assimétricas | Solo              |
| ---- | ------------------------- | --------------- | ------ | -------------------- | ----- | ------------------- | ----------------- |
| 2006 | Campeonato Europeu Júnior | 6º              | 9º     | 7º                   |       |                     | Medalha de bronze |
| 2007 | Copa do Mundo - Ghent     |                 |        |                      |       |                     | 6º                |
| 2007 | Campeonato Nacional Belga | Medalha de ouro |        |                      |       |                     |                   |
| 2007 | Campeonato Nacional Belga | Medalha de ouro |        |                      |       |                     |                   |
| 2007 | Campeonato Europeu        | 16º             |        |                      |       |                     |                   |
| 2008 | Copa do Mundo - Doha      |                 |        |                      | 7º    | 7º                  |                   |
| 2008 | Campeonato Europeu        | 18º             |        |                      |       |                     |                   |
| 2008 | Jogos Olímpicos           | 24º             |        |                      |       |                     |                   |